# 阿德姆·贾沙里
阿德姆·贾沙里是科索沃解放军的创始人之一。科索沃解放军是科索沃阿族分离主义组织，在上世纪90年代为科索沃独立而战斗。
从1991年开始，也就是贾沙里前往阿尔巴尼亚接受军事训练之前，他就开始参与攻击塞尔维亚警察。他于1993年在阿尔巴尼亚被捕，但是在阿尔巴尼亚军队的要求下被释放。后来回到科索沃，在那里他继续对南斯拉夫政府发动攻击。他在1997年7月被南斯拉夫法庭缺席判处犯有恐怖主义罪。在几次抓捕或杀死他的尝试都失败之后，塞尔维亚警方在1998年3月对贾沙里在普雷卡齐的家发动了一次袭击。随后的战斗导致贾沙里57名家庭成员死亡，其中包括贾沙里及其妻子、兄弟和儿子。贾沙里被视为“科索沃解放军之父”和科索沃独立的象征。 在2008年科索沃宣布独立后，他被追授了“科索沃英雄”头衔。普里什蒂纳国家剧院、普里什蒂纳国际机场和阿德姆·贾沙里奥林匹克体育场都以他的名字命名。

## 生平

### 早年生活
阿德姆·沙班·贾沙里于1955年11月28日出生在科索沃社会主义自治省的德雷察地区的普雷卡齐村，原名法兹利·贾沙里。他是几十年前与南斯拉夫军队作战的科索沃阿族游击队后裔，从小就听阿尔巴尼亚战争故事长大，别人经常见到他带着枪。根据记者提姆·犹大的说法，贾沙里“憎恨塞尔维亚人，尽管他是科索沃解放军的早期新兵，但他在意识形态上和游击队员不太一样。”

### 游击活动
德里尼察是科索沃中部的一个丘陵地区，几乎全部居民都是科索沃的阿尔巴尼亚人。在科索沃战争之前，南斯拉夫的政府认为它是“阿尔巴尼亚族恐怖主义的温床”。贾沙里曾经是个农民。1991年，他在科索沃参加了反对南斯拉夫当局的武装起义。在这一时期科索沃阿尔巴尼亚民族统一主义组织，也就是科索沃解放军首次出现。
1991年至1992年，贾沙里和大约100名其他希望争取科索沃独立的阿族人在阿尔巴尼亚的拉比诺特-玛市接受军事训练。后来贾沙里和其他阿尔巴尼亚人多次对科索沃塞尔维亚行政机构发动破坏行动。1991年12月30日，塞尔维亚警察包围了贾沙里和他的哥哥哈默兹，企图逮捕或杀死他。但是在随后的围困中，大量科索沃阿尔巴尼亚人涌向普雷卡齐，迫使警察撤离村庄。
在阿尔巴尼亚期间，他于1993年被萨利·贝里沙政府逮捕，并被关押于地拉那的监狱。在阿尔巴尼亚军队的要求下，他与其他科索沃阿尔巴尼亚武装分子一同获释。由于南斯拉夫军队现在认为普雷卡齐是一个“禁区”，贾沙里在接下来的几年里发动了几次攻击。这些攻击的目标是南斯拉夫军队和科索沃的塞尔维亚警察。1997年7月11日，南斯拉夫一家法庭在贾沙里缺席的情况下，判他犯有恐怖主义。人权观察组织随后形容此次审判“未能符合国际标准”。另外14名科索沃阿族人也在审判中被判有罪。南斯拉夫部队以谋杀一名塞尔维亚警察的罪名追捕贾沙里，并于1998年1月22日再次企图攻击贾沙里在普雷卡齐的大院。在贾沙里不在场的情况下，数千名科索沃阿尔巴尼亚人突袭了普雷卡齐，并再次成功地将塞尔维亚人赶出了普雷卡齐村及其周边地区。到了下个月，科索沃解放军的一个小分队伏击了塞尔维亚警察。在随后的冲突中，四名塞尔维亚人被打死，两人受伤。1998年3月5日黎明，科索沃解放军对普雷卡齐的一支塞尔维亚警察巡逻队发动攻击。

### 死亡
为了回应这次攻击，南斯拉夫组织了一次运用坦克、装甲输送车和直升机等武器的“全面报复行动”。他们得到附近一家弹药厂所生产大炮的支援。为了“消灭嫌疑人及其家人”，警方袭击了被确认为科索沃解放军据点的村庄，包括利科沙内和奇雷兹。人权观察指出，“特种警察部队在没有警告的情况下发动袭击，不分青红皂白地向妇女、儿童和其他非战斗人员开火。”科索沃解放军成员和他们的家人随后逃到了贾沙里的大院。在这里，警方劝告贾沙里自首，并给了他两个小时的答复期限。在此期间，许多家庭离开了这个大院。贾沙里留了下来并命令他的家人呆在家里，还告诉他的武装分子抵抗到最后一个人。
两小时的最后期限一过，双方就开始交火。在贾沙里的大部分家庭成员聚集的一所房子里，一枚迫击炮弹从屋顶掉了下来，造成许多人死亡。经过两到三天的围攻，警方占领了贾沙里的大院。警方一进去，他们就发现贾沙里和他的兄长哈默兹已经死亡。贾沙里的妻子阿迪列和他13岁的儿子库什特里姆亦被杀。总的来说，大约58名科索沃阿族人在袭击中丧生，其中包括18名妇女和10名16岁以下的儿童。塞尔维亚内政部的一位少校戈兰·拉多萨夫列维奇说:“贾沙里利用妇女、儿童和老人作为人质。”谈到这次袭击，南斯拉夫将军内波萨·帕夫科维奇表示，这是“针对知名罪犯的正常警务行动，这次行动是成功的，但是其他细节我不记得了。”唯一的幸存者是哈默兹·贾沙里的女儿贝萨尔塔·贾沙里，她声称，警察“用刀威胁她，并命令她说是她的叔叔阿德姆·贾沙里杀了所有想投降的人。”

### 余波
进攻普雷卡齐后不久，46具尸体于3月7日被送往普里什蒂纳医院停尸房，第二天又被送回斯尔比察。在那里，它们被放置在城镇郊区的一个仓库里。在此期间拍摄的照片显示，贾沙里的脖子上有一处枪伤。3月9日，警察公开声明，如果家属不迅速认领和埋葬被杀人员的尸体，他们将自己埋葬这些尸体。第二天，警方在东吉普雷卡齐附近挖了一个大坟墓，埋葬了56具尸体，其中10人无法辨认身份。3月11日，这些尸体由亲属挖出，并按照伊斯兰传统在一个称为“和平地带”的地方重新埋葬。
1998年，一名科索沃解放军指挥官阿德姆·贾沙里和周围的南斯拉夫军队在贾沙里家族大院发生枪战，导致大多数贾沙里家族成员被屠杀。贾沙里及其家人的死亡引起了国际社会对南斯拉夫联盟共和国的强烈反对。屠杀的消息传开后，科索沃阿族武装民兵在科索沃各地频繁出现，试图为贾沙里之死报仇。也正是因为这次屠杀，更多的科索沃阿族平民开始加入科索沃解放军。这一事件无疑为科索沃解放军招募活动带来了积极的作用。

## 纪念
阿德姆·贾沙里的英勇事迹被前科索沃军成员（还有一些一些政府成员）和科索沃阿族社会颂扬并成为传奇，在科索沃各地产生了以他的名字命名的歌曲、文学、纪念碑和纪念活动。被阿尔巴尼亚人称为“传奇指挥官”的贾沙里被许多科索沃人视为“科索沃解放军之父”。他拿着自动武器的画像经常挂在阿尔巴尼亚族住宅的墙上。贾沙里的忌日被科索沃的阿族人视为独立的纪念日，他们每年都在科索沃纪念贾沙里的忌日，贾沙里的家俨然成为了一个圣地。他和他的家人埋葬的地方也已经成为科索沃阿族人的朝圣之地，一些作家甚至将贾沙里与阿尔巴尼亚民族英雄斯坎德培相提并论。2008年科索沃宣布独立后，贾沙里因在科索沃战争中发挥的作用被追授“科索沃英雄”的称号。米特罗维察的足球场、普里什蒂纳的国家剧院和普里什蒂納國際機場也以他的名字命名。

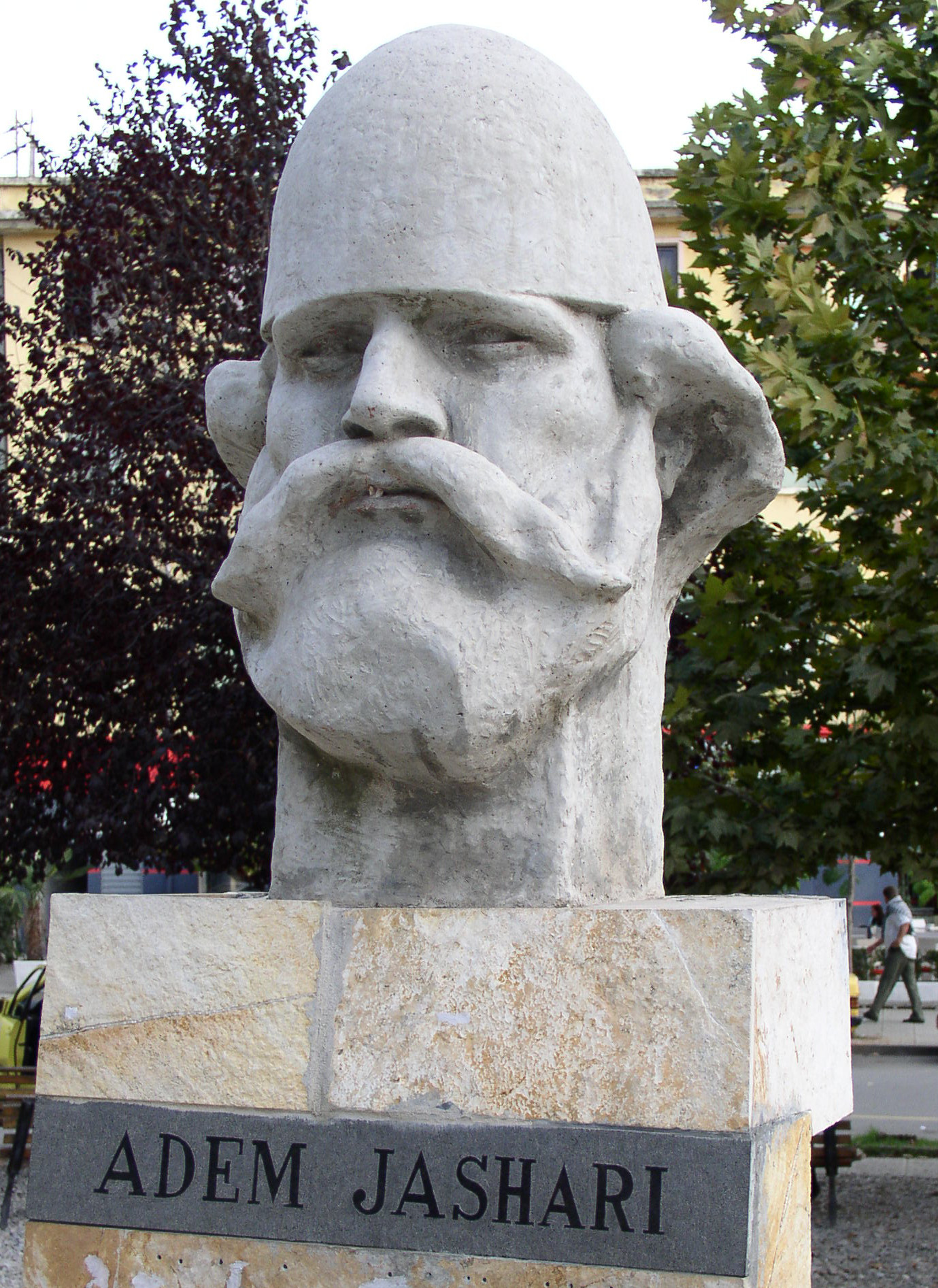
地拉那的贾沙里半身像
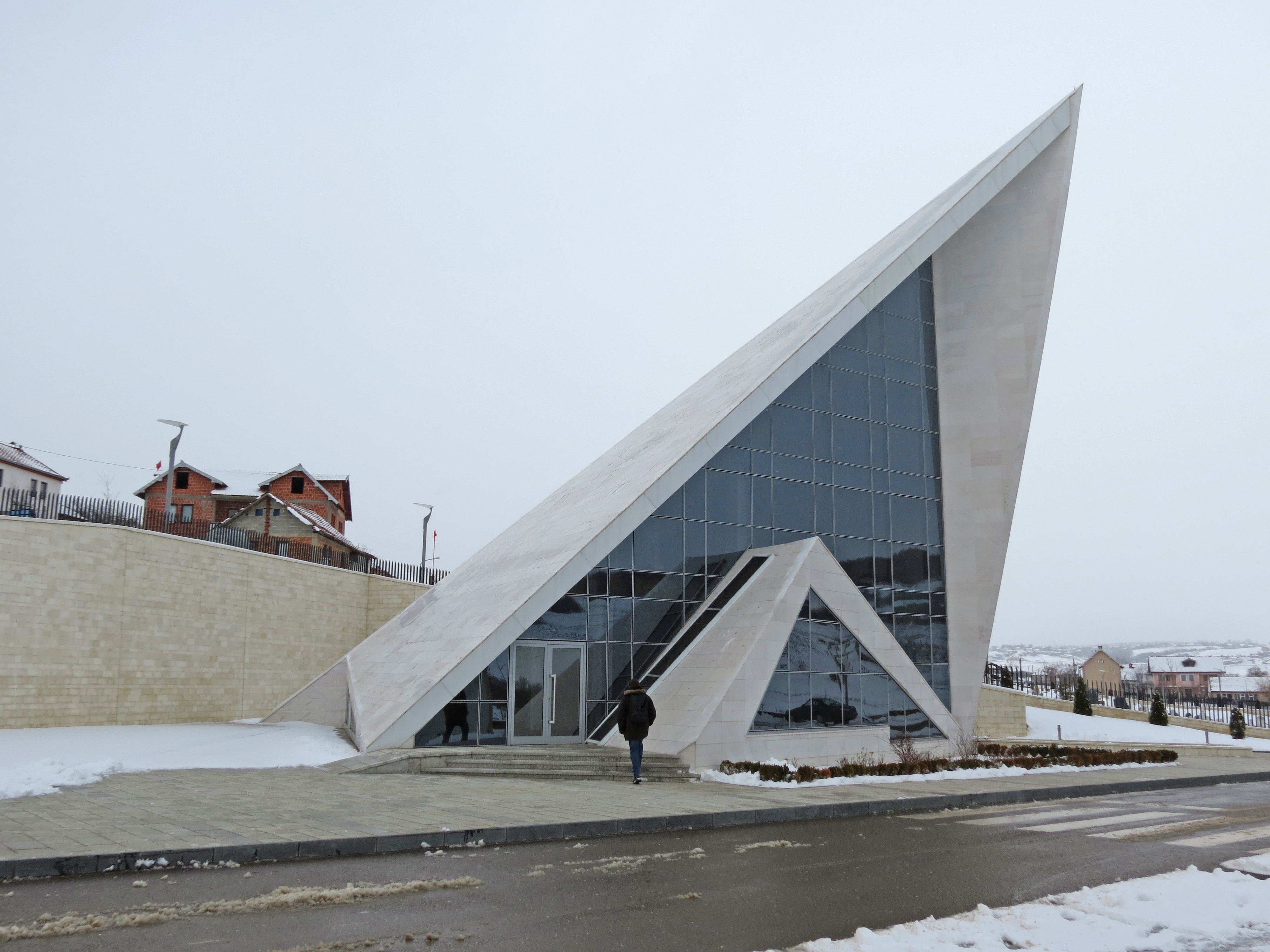
普雷兹的阿德姆·贾沙里纪念馆
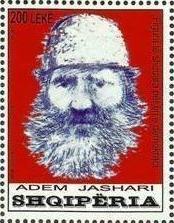
2008年阿尔巴尼亚邮票上的贾沙里